# 阎金锷 (1927年)
阎金锷（1927年—2000年3月30日），男，天津人，中国会计学家、审计学家、教育家，曾任中国人民大学教授、博士生导师，中国审计学会副会长、顾问。